# Điện tích hình thức

Điện tích hình thức ở ozon và anion nitrat.

Trong hóa học, một điện tích hình thức (tiếng Anh: formal charge; F.C. hay q*) là điện tích giả thuyết được gán cho một nguyên tử trong một phân tử, giả sử rằng electron trong tất cả các liên kết hóa học được chia đều giữa các nguyên tử, bất kể độ âm điện tương đối. Nói một cách đơn giản, điện tích hình thức là sự chênh lệch giữa số electron hóa trị của một nguyên tử ở trạng thái tự do trung tính và số được gán cho nguyên tử đó trong cấu trúc Lewis. Khi xác định cấu trúc Lewis tốt nhất (hoặc cấu trúc cộng hưởng chiếm ưu thế) cho một phân tử, cấu trúc được chọn sao cho điện tích hình thức trên mỗi nguyên tử càng gần bằng 0 càng tốt.
Điện tích hình thức của bất kỳ nguyên tử nào trong phân tử có thể được tính theo phương trình sau:
{\displaystyle q^{*}=V-L-{\frac {B}{2}}}
Trong đó V là số electron hóa trị của nguyên tử trung tính ở trạng thái cô lập (ở trạng thái cơ bản), L  là số electron hóa trị không liên kết được gán cho nguyên tử này trong cấu trúc Lewis của phân tử, và B là tổng số electron dùng chung trong liên kết với các nguyên tử khác trong phân tử.